# 新長谷寺
新長谷寺（しんちょうこくじ）は、岐阜県関市長谷寺町1にある真言宗智山派の寺院である。山号は吉田山。地元では吉田観音（きったかんのん）と呼ばれる。
本尊は十一面観世音菩薩。三重塔、本堂など、重要文化財が多く、美濃の法隆寺の別名がある。
美濃四国第二十二番。美濃三十三観音霊場第三十三番札所。美濃七福神（毘沙門天）。中濃八十八ヶ所霊場八十八番

## 沿革
後堀河天皇の勅願により、貞応元年（1222年）に護忍上人（護荵上人）が開創し、嘉禄2年（1226年）までの間に七堂伽藍と子院十六坊が造立された。
正安2年（1300年）に戦火で伽藍房舎を焼失したが、稲葉城主二階堂出羽守行藤によって再建された。長禄元年（1457年）に再び戦火に遭い一部の建物を焼失するが、三河守源頼秀らが周運阿闍梨を助けて再興した。
かつては多くの子院が存在したが、明治元年（1868年）廃仏毀釈のため、現在の規模に縮小される。
現存する檜皮葺きの堂塔は室町時代中期頃のものである。しかし、江戸時代の度重なる修補と明治時代の大修理で様式が大きく変更されていた時代もある。
昭和25年（1950年）に解体修理のための調査が始まり、昭和28年（1953年）までには明治時代に改変された部分が変更され、桟瓦葺屋根も檜皮葺きに復旧された。
昭和35年（1960年）に解体修理は完了し、室町時代の様式が復元された。

## 文化財

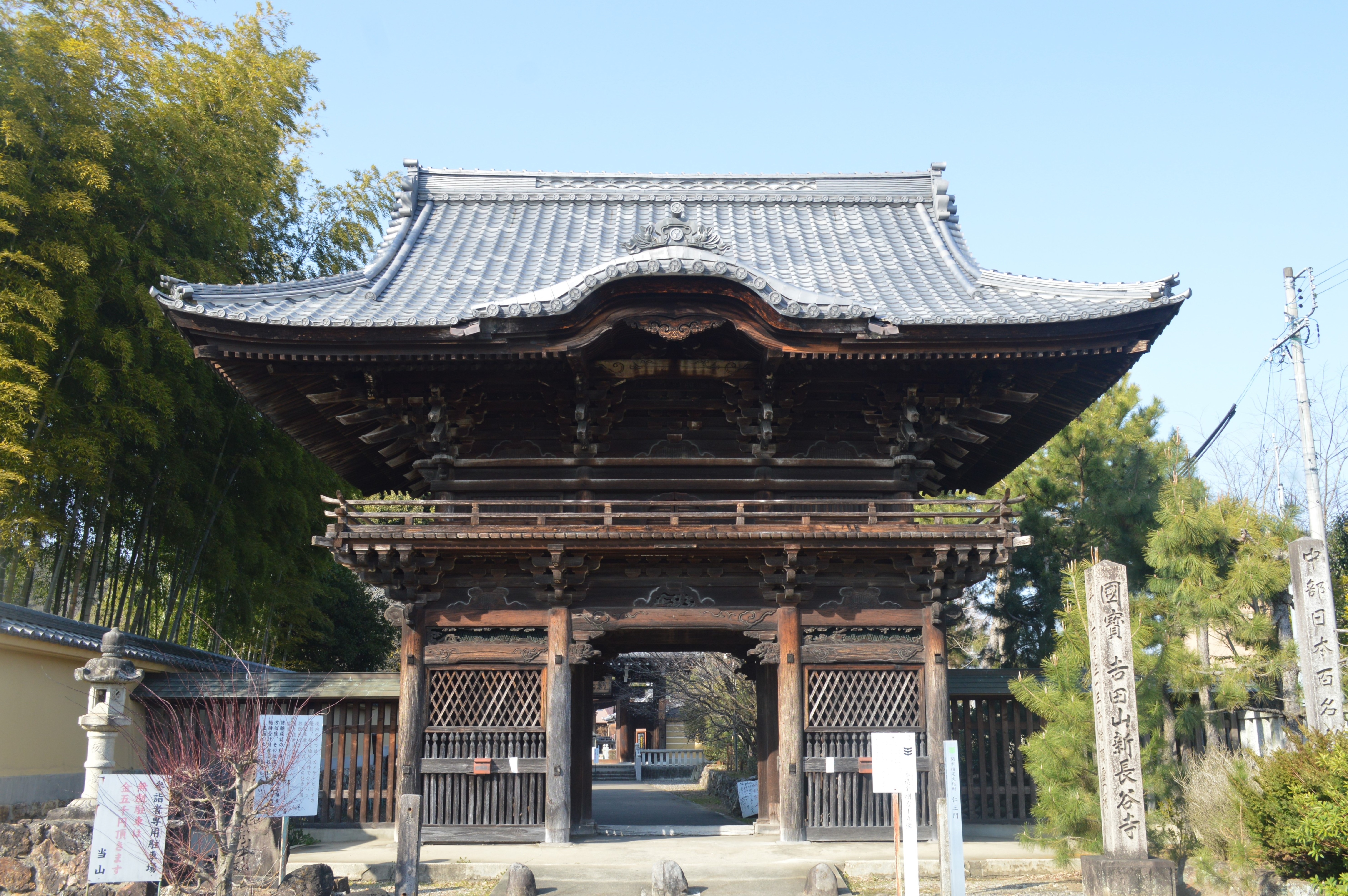
仁王門（関市指定文化財）

### 重要文化財
- 本堂 - 方五間、入母屋造、檜皮葺。1460年（寛正元年）再建。1909年（明治42年）指定。附指定:厨子
- 三重塔 - 檜皮葺。高さ20.1m。1463年（寛正4年）再建。1909年（明治42年）指定。
- 大師堂 - 方三間、寄棟造、檜皮葺。室町時代後期。1953年（昭和28年）指定。
- 阿弥陀堂 - 方三間、入母屋造、檜皮葺。室町時代後期。1953年（昭和28年）指定。
- 釈迦堂 - 方三間、寄棟造、檜皮葺。室町時代後期。1953年（昭和28年）指定。
- 薬師堂 - 正面四間、側面三間、寄棟造、檜皮葺。室町時代後期。1953年（昭和28年）指定。
- 鎮守堂 - 三間社流造、檜皮葺。室町時代後期。1953年（昭和28年）指定。
- 客殿 - 寄棟造、銅板葺。江戸時代前期。1953年（昭和28年）指定。
- 木造十一面観音立像：長谷寺の十一面観音と同じ木で作られたという秘仏。実際の制作は鎌倉時代とみられる。午歳3月に開帳
- 厨子入木造阿弥陀如来立像：鎌倉時代　秘仏（毎年3月18日に開帳）[1]。

### 岐阜県指定文化財
- 木造金剛力士立像:鎌倉時代

### 関市指定文化財
- 仁王門（二の門ともいう） - 宝暦3年に徳川家により再建される。昭和37年に参道中央にあったものを現在の位置に移動した。
正面：金剛力士（仁王）像は運慶作と伝えるが、実際の作者は不明。
背面：創建当時は狛犬が祀られていた。
- 鐘楼・経蔵(輪蔵)

## 行事
- 2月3日：星まつり
- 2月18日：初観音
- 8月9日：九万九千日供養

## 基本情報
所在地
- 岐阜県関市長谷寺町1

交通アクセス
- 長良川鉄道関口駅より徒歩10分
- 長良川鉄道関駅より徒歩15分
- 岐阜バス「吉田町」バス停より徒歩2分
  - JR岐阜駅バスターミナル　14番のりば「せき東山」「川合車庫」行き
  - 岐阜バスターミナル　C番のりば「せき東山」「川合車庫」行き
  - 高山本線鵜沼駅より「せき東山」行き
  - 名鉄各務原線三柿野駅より「せき東山」行き
  - 名鉄バスセンター4階3番のりば　高速バス「美濃市駅」行き
    - 名鉄バスとの共同運行
- 関市内巡回バス「吉田町」バス停より徒歩2分
- 関市内巡回バス「吉田観音前」バス停より徒歩5分